# Jimmy Bain
Jimmy Bain (19 de dezembro de 1947 – 23 de janeiro de 2016) foi um baixista escocês, famoso por ter tocado nas bandas Rainbow e Dio com Ronnie James Dio. Ele também trabalhou com o vocalista do Thin Lizzy, Phil Lynott, co-escrevendo canções para seus álbuns solo.

## Biografia
Bain nasceu em Newtonmore, Badenoch e Strathspey, Escócia, e tocou em várias bandas amadoras provinciais quando jovem. Seus pais e irmãos mais novos se mudaram para Vancouver. A essa altura, já tocava profissionalmente no Street Noise, no entanto, ele se juntou à família para uma breve estada no Canadá.  Antes de retornar à Escócia, formar sua banda Harlot e entrar na cena musical de Londres, Bain se juntou a Harlot no início de 1974, depois de recusar um emprego com The Babys.

## Início de carreira
Bain foi convidado a se juntar ao Rainbow depois que Ritchie Blackmore o assistiu se apresentando no The Marquee em Londres.  Ele gravou o álbum de estúdio Rising com eles e tocou em sua turnê mundial seguinte.  Durante a turnê, ele tocou no primeiro álbum ao vivo do Rainbow, On Stage. Em janeiro de 1977, Bain foi demitido da banda.  Ele então viajou pela Europa com John Cale.
Em 1978, Bain formou uma banda chamada Wild Horses.  Jimmy era o vocalista principal, compositor e baixista da banda, que também incluía o ex-guitarrista do Thin Lizzy, Brian Robertson, o baterista Clive Edwards (Pat Travers, Electric Sun de Uli Jon Roth) e o guitarrista Neil Carter (que passou a UFO  e Gary Moore).  O Wild Horses lançou dois álbuns pela EMI na Europa: Wild Horses (1980) e Stand Your Ground (1981), este último com John Lockton (ex-The Next Band) no lugar de Carter, antes de Robertson e Edwards saírem em junho de 1981.  Robertson se juntou ao Motörhead no ano seguinte, enquanto Edwards se juntou ao ex-guitarrista do Whitesnake Bernie Marsden's S.O.S. Bain reagrupou o Wild Horses como um quinteto com os ex-membros do Lautrec, Reuben Archer (vocal) e Laurence Archer (guitarra) e Frank Noon, da The Next Band (bateria), mas eles se separaram logo depois.  Jimmy então trabalhou com o ex-protagonista da Família Roger Chapman, Roy Harper, Gary Moore e Kate Bush (no filme de 1982 The Dreaming).
Bain co-escreveu com seu amigo próximo Phil Lynott para os dois álbuns solo do homem Lizzy.  Tecladista e baixista, ele percorreu o material tocando teclado com a banda de Lynott.  A música deles, "Old Town" foi regravada por The Corrs em 1999 e se tornou um grande sucesso mundial.
Ele foi secretamente trazido pelos alemães do Scorpions para tocar baixo em seu álbum de 1984, Love at First Sting. O guitarrista Rudolf Schenker, líder da banda, queria que ele se juntasse ao Scorpions como baixista em tempo integral, mas a administração deles queria manter a formação alemã, então Francis Buchholz foi trazido de volta e as fitas do baixo de Bain foram excluídas.

## Dio
Em 1983, Bain se juntou novamente ao ex-vocalista do Rainbow, Ronnie James Dio, na banda Dio. Figura central na Dio, Bain co-escreveu "Rainbow in the Dark", "Holy Diver" e duas canções adicionais que aparecem em seu primeiro álbum lançado em 1983, Holy Diver. Bain co-escreveu várias outras canções para os álbuns seguintes, The Last in Line (1984), Sacred Heart (1985), Intermission (1986), Dream Evil (1987) e Killing the Dragon (2002).
Em meados da década de 1980, quando a comunidade do entretenimento se tornou ativa em chamar a atenção para instituições de caridade mundiais, Bain fundou a Hear 'n Aid, uma fundação na qual ele poderia envolver a comunidade do rock para ajudar a eliminar a fome mundial.  Ele também co-escreveu a música "Stars", com Vivian Campbell e Ronnie James Dio, que se tornou a resposta do mundo do Heavy Rock para "We Are The World".  "Stars" forneceu uma grande contribuição para o apelo de caridade de combate à fome.  Bain doou todas as suas ações para uma de suas instituições de caridade favoritas, Children of the Night.
No outono de 1989, Bain formou uma banda com a vocalista Mandy Lion chamada Terceira Guerra Mundial, mas depois de seu álbum de estreia homônimo de 1990, a banda fracassou.  O projeto solo de Bain, The Key, utilizou uma abordagem muito mais melódica e comercial.  A guitarrista do projeto era Tracy G, emprestada da banda de Dio, que também foi guitarrista da Terceira Guerra Mundial.  O projeto conceitual de Ronnie James Dio, Magica (2000), viu o retorno de Bain à formação de Dio, e ele tocou nos álbuns Magica e Killing the Dragon.
Em 2005, Bain juntou forças novamente com o ex-baterista do Black Sabbath e Dio, Vinny Appice, para dois projetos, The Hollywood All Starz e 3 Legged Dogg.  Enquanto o Hollywood All Starz realizava shows ao vivo apresentando os maiores sucessos dos membros individuais, (Carlos Cavazo do Quiet Riot foi outro membro notável da banda), 3 Legged Dogg produziu um álbum bem recebido de material original.  Em uma entrevista com o jornalista David Lee Wilson, Bain lamentou a eventual escolha de Appice de deixar esses dois grupos para que ele pudesse fazer uma turnê com Ronnie James Dio na ramificação do Black Sabbath, Heaven and Hell.

## Carreira posterior
Bain fez uma turnê com o Hollywood Allstarz, um supergrupo com várias estrelas do metal dos anos 1980.  O grupo incluiu ex-membros de Giuffria, Quiet Riot e Lynch Mob.  A banda Last in Line foi formada em 2013, composta por Bain, Vivian Campbell, Vinny Appice, Claude Schnell e Andrew Freeman.  Essa formação (excluindo o cantor Freeman) eram os compositores e intérpretes originais dos primeiros álbuns clássicos do Dio, e pretendiam fazer shows e tocar essas canções.  Bain estava em reabilitação ordenada pelo tribunal durante as sessões de gravação de seu álbum Heavy Crown com um toque de recolher que ordenava que ele voltasse diariamente antes das 22h.

## Vida pessoal
Em 1979, Bain casou-se com Lady Sophia Crichton-Stuart, filha de John Crichton-Stuart, 6º Marquês de Bute.  Eles tiveram uma filha, Samantha Ella Bain, nascida em 1981 (para quem a canção "Samantha", de Phil Lynott e John Sykes, foi escrita).

## Morte
Em 23 de janeiro de 2016, Jimmy Bain morreu enquanto estava em sua cabine no cruzeiro "Hysteria on the High Seas", do Def Leppard. Ele deveria se apresentar no cruzeiro com seu grupo Last In Line no dia seguinte. A apresentação não foi adiante e os membros da banda informaram aos fãs no cruzeiro que ele lutava contra uma pneumonia há algum tempo.  A causa da morte foi determinada como câncer de pulmão.  Bain não havia sido diagnosticado com câncer e estava ciente apenas de sua pneumonia. Ele está sepultado no Forest Lawn Memorial Park (Hollywood Hills), não muito longe de seu colega de banda Ronnie James Dio.

## Discografia

### com Rainbow
- Rising (1976)
- On Stage (1977)
- Live in Germany1976 (1990, gravado em setembro de 1976)

### com Mike Montgomery
- Solo (1976)

### com David Kubinec
- Some Things Never Change (1978)

### com Thin Lizzy
- Black Rose: A Rock Legend (1979)

### com Phil Lynott
- Solo in Soho (1980)
- The Philip Lynott Album (1982)

### com  Wild Horses
- Wild Horses (1980)
- Stand Your Ground (1981)

### com Gary Moore
- Dirty Fingers (1983)

### com Dio
- Holy Diver (1983)
- The Last in Line (1984)
- Sacred Heart (1985)
- Intermission (1986)
- Dream Evil (1987)
- Magica (2000)
- Killing the Dragon (2002)

### com World War III
- World War III (1991)

### com 3 Legged Dogg
- Frozen Summer (2006)